# CS Marítimo
Club Sport Marítimo is een Portugese voetbalclub uit Funchal op het eiland Madeira, dat zijn thuiswedstrijden speelt in het Estádio dos Barreiros.
De club, opgericht in 1910, is de grote rivaal van CD Nacional, de andere club van het eiland. Marítimo is over het algemeen, afgemeten aan de resultaten, de betere club van de twee en speelde bijna twintig seizoenen mee in de hoogste klasse. De laatste jaren haalt ook Nacional zeer goede resultaten. Marítimo is de club van de werkende klasse terwijl Nacional meer aanhangers uit de bovenklasse heeft.

## Erelijst
- Landskampioenschap

1926
- Beker van Portugal

Finalist: 1995, 2001
- Taça da Liga

Finalist: 2015
- Segunda Divisão

1977, 1982

## Eindklasseringen
| 5 |

| 4 |

| 4 |

| 1 |

| 12 |

| 10 |

| 11 |

| 15 |

| 2 |

| 14 |

| 2 |

| 1 |

| 12 |

| 12 |

| 9 |

| 12 |

| 10 |

| 10 |

| 7 |

| 5 |

| 5 |

| 7 |

| 9 |

| 8 |

| 5 |

| 10 |

| 6 |

| 11 |

| 6 |

| 7 |

| 6 |

| 7 |

| 10 |

| 11 |

| 5 |

| 9 |

| 5 |

| 9 |

| 5 |

| 10 |

| 6 |

| 9 |

| 13 |

| 6 |

| 7 |

| 11 |

| 11 |

| 15 |

| 10 |

| 16 |

| 4 |

| 12 |

| Primeira Liga | Segunda Divisão |

Tot 1999 stond de Primeira Liga bekend als de Primeira Divisão. De Segunda Liga kende in de loop der tijd meerdere namen en heet sinds 2020/21 Liga Portugal 2.
In Europa
CS Marítimo speelt sinds 1993 in diverse Europese competities. Hieronder staan de competities en in welke seizoenen de club deelnam:
- Europa League (3x)

2010/11, 2012/13, 2017/18
- UEFA Cup (6x)

1993/94, 1994/95, 1998/99, 2001/02, 2004/05, 2008/09

## Bekende (oud-)spelers

### Nederlanders
- Antoine van der Linden
- Darl Douglas
- Arvid Smit
- Mitchell van der Gaag
- Kaj Ramsteijn

### Belgen
- Yves Van Der Straeten
- Patrick Asselman
- Marcelo Boeck